# Nicholas McCrory
Nicholas McCrory, född den 9 augusti 1991 i Durham, är en amerikansk simhoppare.
Han tog OS-brons i synkroniserade höga hopp i samband med de olympiska simhoppstävlingarna 2012 i London.